# Santiago (Brasile)
Santiago è un comune del Brasile nello Stato del Rio Grande do Sul, parte della mesoregione Centro Ocidental Rio-Grandense e della microregione di Santiago.

## Storia
Per le sue tradizioni letterarie, è conosciuta come la Terra dos Poetas e per aver dato in natali a diversi personaggi letterari, fra cui Caio Fernando Abreu, Ramiro Frota Barcelos, José Santiago Naud, Silvio Gomes Wallace Duncan, Túlio Piva, Ayda Bochi Brum, Oracy Dornelles entre outros.